# 미우라 야스토시
미우라 야스토시(일본어: 三浦 泰年, 1965년 7월 15일 ~ )는 일본의 전 축구 선수이다.

## 구단 경력
1986년 일본 사커 리그의 요미우리(베르디 가와사키)에 입단했다. 1992년까지 82경기에 출전하여, 5득점을 넣었다. 3번의 일본 사커 리그 우승을 차지했다. 1992년 J1리그의 시미즈 에스펄스로 이적했다. 1995년까지 104경기에 출전하여, 5득점을 넣었다. 1996년 베르디 가와사키로 복귀했다. 1999년 아비스파 후쿠오카로 이적했다. 2002년부터 2003년까지 비셀 고베에서 뛰었다. 2003년후 현역 은퇴.

## 국가대표팀 경력
그는 1993년 아프로-아시안 네이션스컵에 참가할 일본 국가대표팀에 발탁되었으며, 10월 4일 코트디부아르와의 경기에서 데뷔했다. 그는 국제 A매치 통산 3경기에 출전했다.

## 통계
| 일본 | 일본 | 일본 |
| 연도 | 출전 | 득점 |
| ---- | ---- | ---- |
| 1993 | 3    | 0    |
| 통산 | 3    | 0    |